# 화이트 소스
화이트 소스(영어: white sauce, 프랑스어: sauce blanche 소스 블랑슈[*])는 서양 요리에 쓰이는 흰 소스로, 특히 다른 소스의 재료로 쓰일 때는 화이트 루(white+roux, 프랑스어: roux blanche 루 블랑슈[*])로도 부른다. 녹인 버터에 밀가루를 볶다가 물이나 육수, 백포도주 등을 부어 만들며, 우유를 부어 만들면 베샤멜 소스가 된다.

## 같이 보기
- 브라운 소스
- 소스 (음식)